# Stig-Lennart Godin
Stig-Lennart Godin, född 26 juli 1946, är en svensk litteraturvetare och skolman.

## Biografi
Godin disputerade 1994 vid Lunds universitet på den uppmärksammade avhandlingen Klassmedvetandet i tidig svensk arbetarlitteratur. Avhandlingen recenserades bland annat av facktidskrifter som Scandinavica, Arbetarhistoria och Samlaren I den sistnämnda skrev recensenten Dag Nordmark att avhandlingen visserligen hade "vissa brister i teoretiskt och metodiskt avseende" men att den erbjöd "lustfylld läsning med sina breda perspektiv, djärva ansatser och ofta originella synpunkter. [- - -] Den lockar till egna studier, till konstruktiv debatt och polemik i viktiga sakfrågor. Och hur många akademiska avhandlingar framkallar sådana reaktioner?". Även Svenska Dagbladet recenserade avhandlingen, varvid recensenten Johan Svedjedal menade att den var "en tät, väldokumenterad och materialrik framställning (om än ibland mer spänstigt tänkt än spänstigt skriven)".
Avhandlingen låg också till grund för att Godin 1996 fick dela Ivar Lo-Johanssons personliga pris med Philippe Bouquet, professor i skandinaviska språk vid Université de Caen-Normandie i Caen, Normandie. Vid tidpunkten för prisutdelningen var Godin verksam som lektor i Eslöv.
Godin har även verkat som recensent i Folket i Bild/Kulturfront och som lektör för Bibliotekstjänst. I den senare egenskapen upprörde han vid ett tillfälle författaren Jean Bolinder med sin recension av dennes kriminalroman Dödisgropen.